# Dicranum fragilifolium
Dicranum fragilifolium là một loài Rêu trong họ Dicranaceae. Loài này được Lindb. mô tả khoa học đầu tiên năm 1857.